# Langur gris comú
El langur gris comú (Semnopithecus entellus) és una espècie de primat de la família dels cercopitècids. Viu a l'Índia, a les planes situades al nord dels rius Godavari i Krishna i al sud del Ganges. Es creu que fou introduït a l'oest de Bangladesh per peregrins hindús, a la riba del riu Jalangi. Els seus hàbitats naturals són els boscoss secs subtropicals o tropicals i els matollars secs subtropicals o tropicals. Està amenaçat per la pèrdua d'hàbitat.